# Пеницилл Сизовой
Пеници́лл (пеници́ллий) Сизо́вой (лат. Penicíllium sizóvae) — вид несовершенных грибов (телеоморфная стадия неизвестна), относящийся к роду Пеницилл (Penicillium).

## Описание
Колонии на агаре Чапека с дрожжевым экстрактом (CYA) на 7-е сутки 2,8—4 см в диаметре, бархатистые, обильно спороносящие в серо-зелёных тонах. Реверс от практически неокрашенного до бледно-кремово-коричневого.
На агаре с дрожжевым экстрактом и сахарозой (YES) колонии 4—5 см в диаметре на 7-е сутки, довольно обильно спороносящие, с неокрашенным или бледно-жёлто-кремовым реверсом.
На агаре с солодовым экстрактом (MEA) колонии шерстистые, обильно спороносящие.
При 30 °C колонии на CYA 2,8—3,4 см в диаметре, при 37 °C рост отсутствует, либо образуются колонии до 4 мм.
Конидиеносцы двухъярусные, иногда с дополнительной веточкой, гладкостенные, 100—300 мкм длиной. Метулы в мутовках по 2—8, равные, 11—16 мкм длиной, симметрично расположенные. Фиалиды фляговидные, 7—9,5 × 2—3 мкм. Конидии шаровидные или почти шаровидные, несколько шероховатые, 2—2,5 мкм в диаметре.
Продуцент хинолактацина, верруколона, танзаваевой кислоты E.

### Отличия от близких видов
От Penicillium citrinum и близких видов отличается мелкошероховатыми конидиями и более высокой скоростью роста.

## Экология и распространение
Широко распространённый гриб, выделенный из почв, с маргарина, из солёной воды, из морской соли в Сирии и различных регионах Европы.

## Таксономия
Вид назван по имени советского миколога-микробиолога Татьяны Петровны Сизовой.
Типовой образец CBS 413.69 был получен из горно-луговой карбонатной почвы в ущелье Майсалун в Сирии. Ему соответствует культура DTO 23A7 = IMI 140344 = VKM F-1073.
Penicillium sizovae Baghd., Нов. сист. низш. раст.: 103 (1968).

### Синонимы
- Penicillium damascenum Baghd., 1968